# AMC・イーグル
イーグル（Eagle ）は、アメリカン・モーターズ（AMC）、クライスラーが販売していた自動車である。

## 概要
1970年代のAMCの販売を支えていたのはジープ系列の車種であった。しかし1970年代末の第二次オイルショックの影響による原油価格高騰により、燃費の悪いジープの販売は急激に下降線を辿っていき、ジープに依存していたAMCの財務状況も比例して悪化していった。そこでAMCでは、よりコストと燃費に優れたジープの代替モデルとして、セダンのコンコードをベースとした4WDモデルを企画し、「イーグル」と名づけられたこのモデルは1980年より販売が開始された。
しかしイーグルはコンコードをベースとしていたためにコストには優れていたが、AMCの技術では期待された程の燃費を得るには至らなかった。だが、小型乗用車のボディにジープ譲りの高いオフロード性能を持たせたイーグルは革新的な車として各方面より評価され、自動車の新たなジャンル「クロスオーバーSUV」の先駆けとなった。
また世界で初めてビスカス・コントロールLSDを実用化した点でも評価されており、このイーグルの販売後には各社がビスカスLSDをこぞって実用化に乗り出している。
イーグルはクライスラーによるAMC買収後にもわずかな期間販売が継続され、1988年をもって生産を終了した。だがイーグルの名はクライスラーの自動車ブランドとして継承された。